# Старохопёрское муниципальное образование
Старохопёрское муниципальное образование — муниципальное образование со статусом сельского поселения в составе Балашовского района Саратовской области. Административный центр — село Старый Хопёр. На территории поселения находятся 3 населённых пункта — 1 село, 2 посёлка . Находится на расстоянии 18 км от районного центра. Составляет 10320 га, из них - 9651 га земли сельскохозяйственного назначения.

## Население
| 2010 | 2011  | 2012  | 2013  | 2014  | 2015  | 2016  |
| ---- | ----- | ----- | ----- | ----- | ----- | ----- |
| 1043 | ↘1040 | ↘1027 | ↗1036 | ↘1018 | ↘1004 | ↗1006 |
| 2017 | 2018  | 2019  | 2020  | 2021  | 2025  |       |
| ↘994 | ↘949  | ↘944  | ↘918  | ↘897  | ↘868  |       |

## Населённые пункты
- село Старый Хопёр — админ. Составляет 10320 га, из них - 9651 га земли сельскохозяйственного назначения.истративный центр;
- посёлок Луговое;
- посёлок Орехово.

Главой поселения является Морковской Сергей Иванович.